# Валя-Чуренілор
Валя-Чуренілор (рум. Valea Ciurenilor) — село у повіті Селаж в Румунії. Входить до складу комуни Залха.
Село розташоване на відстані 368 км на північний захід від Бухареста, 35 км на схід від Залеу, 50 км на північ від Клуж-Напоки.

## Населення
За даними перепису населення 2002 року у селі проживали 38 осіб, усі — румуни. Усі жителі села рідною мовою назвали румунську.